# Ciclo Higroscópico
Criado por Francisco Javier Rubio Serrano, o Ciclo Higroscópico é um ciclo termodinâmico de potência e é considerado uma otimização do ciclo Rankine. A principal característica deste ciclo é a utilização de dissoluções de fluidos higroscópicos no processo de resfriamento do vapor, trazendo resultados satisfatórios. 
Os compostos utilizados neste ciclo absorvem o vapor de agua à baixas pressão e temperatura fazendo com que a turbina possa trabalhar com altos vácuos e temperaturas de refrigeração superiores à de saída do vapor da turbina. 
A configuração do Ciclo Higroscópico permite a obtenção de uma maior eficiência elétrica, poupando cerca de 85% a 100% em água de resfriamento, fazendo com que diminua consideravelmente o preço do investimento, além de outros benefícios como aumento da eficiência e ajuste do pH evitando assim a corrosão e aumentando a vida útil da planta. 

## Histórico
O ciclo Higroscópico foi criado e desenvolvido em 2008, e está no estado da arte desde 2010 como "Ciclo de Rankine fase de absorção por compostos higroscópicos". 
Em 2012 a Imasa, Engenharia e Projetos, S.A , adquiriu os direitos para explorar a tecnologia. Empresa como a IBERGY inovação, liderada pelo próprio Rubio com José Luis Barrientos Reguera e Carlos Perez Rivero, Está atualmente, desenvolve todo o ciclo de vendas químicas e equipamentos. 
O ciclo higroscópico incorpora os princípios físicos e químicos de absorção de máquinas do ciclo de Rankine para fornecer um desempenho mais elevado e uma melhor refrigeração. Ele compreende os seguintes equipamentos principais:  Turbina a vapor, Absorvente de vapor, Bomba de condensação, Bomba de solução, Recuperador de entalpia,  Desaerador térmico, Gerador de vapor, Supeaquecimento e Arrefecedor de fluido. 

## Ciclo Termodinâmico
O ciclo termodinâmico higroscópico teórico pode ser representado pelas figuras 1 e 2, por meio das evoluções de suas propriedades. A figura 1 é um diagrama pressão por volume e a figura 2 relaciona temperatura e entropia. 

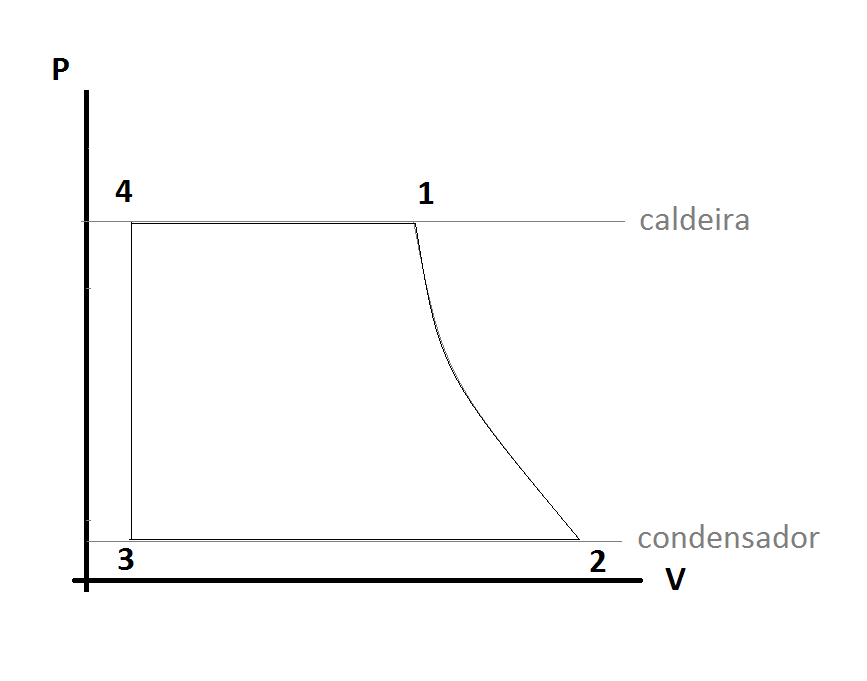
Figura 1 - Diagrama P-V

As transformações do processo descrito na figura 2 é dada por:
- 1 – 2: Isentrópica - A caldeira fornece vapor à turbina, por meio da expansão que ocorre devido a pressão da caldeira e do condensador e trabalho é gerado.
- 2 – 3: Isobárica e isotérmica - Condensação
- 3 – 4: Isocórica – Pressão aumenta à volume constante.

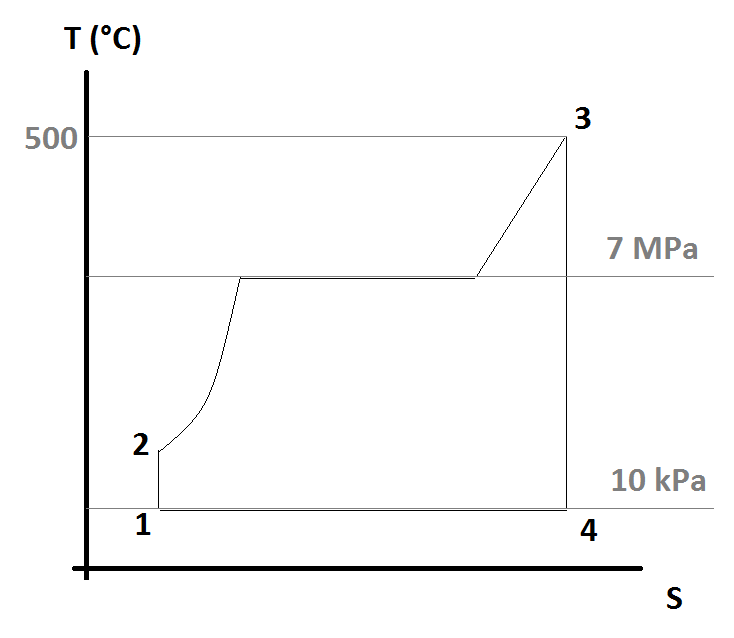
Figura 2 - Diagrama T-S

A transformações do processo descrito na figura 1 é dada por:
- 1 – 2: Isentrópica e adiabática
- 2 – 3: Isobárica – Fornecimento de calor
- 3 – 4: Isentrópica
- 4 – 1: Isotérmica e isobárica – Compressão

## Processo
Abaixo, segue uma animação descrevendo o processo e as etapas do ciclo higroscópico.

Processo do ciclo Higroscópico

1.	Bomba de condensado: A solução diluída proveniente do absorvedor é sugada pela bomba seno que uma parte é impulsionada para o de-gaseificador térmico (passando previamente pelo recuperador de entalpia) e a outra parte retorna para o absorvedor, passando previamente por um aero refrigerador.
2.	Recuperador de entalpia: A solução concentrada quente de retorno do gerador de vapor cede sua energia térmica à solução diluída saindo do absorvedor de vapor, dirigindo se ao de-gaseificador térmico.
3.	De-gaseificador: Elimina todas as bolhas, microbolhas e gases dissolvidos, especialmente oxigênio e dióxido de carbono, presentes na solução diluída quente que segue para o gerador de vapor.
4.	Bomba de solução: A solução diluída quente e sem gás é impulsionada a alta pressão ao gerador de vapor.
5.	Gerador de vapor: fornece energia necessária à solução, através de uma fonte de calor, para obter um vapor de água limpo próprio para ser turbinado.
6.	Turbina de vapor: O vapor produzido no gerador de vapor move as lâminas fazendo girar a turbina. Desta forma, a energia contida no vapor se transforma em energia mecânica de rotação, e posteriormente em energia elétrica através de um alternador.
7.	Absorvedor: Neste equipamento coloca se em contato direto o vapor de escape (o qual cedeu parte de sua energia à turbina) com a solução diluída fria contendo os compostos higroscópicos, que melhoram a condensação do vapor.
8.	Aero refrigerador: Neste equipamento a solução concentrada e absorvente libera a energia de condensação do vapor por contato indireto com uma corrente de ar.

## Aplicações
Maior eficiência e redução da quantidade de água utilizada no sistema de arrefecimento são duas importantes características do ciclo higroscópio que facilitam e incentivam a aplicação deste quando comparado com o ciclo Rankine.
A redução da quantidade de água utilizada possibilita um impacto ambiental reduzido nos processos de coleta e tratamentos do líquido. Porém, é importante observar que o ciclo higroscópio demanda equipamentos mais modernos e de maior investimento já que estes precisam lidar com uma maior concentração de sais (compostos higroscópios). Contudo, estima-se que o aumento na eficiência seja capaz de abater esse custo em pouco tempo de aplicação.
Regiões com escassez de água ou menor quantidade de recursos financeiros podem encontrar no ciclo uma alternativa. É importante salientar que as melhorias e as aplicações do ciclo Rankine tradicional também são válidas e aplicáveis ao ciclo higroscópio.
Dessa forma, a tecnologia possui aplicação imediata em ciclos combinados, plantas solares, termoelétricas, plantas nucleares, combustão por biomassa e outros.

### Estudo de caso
A IMASA, proprietária dos direitos de exploração da tecnologia, terminou em maio de 2017 a adaptação de uma planta que funcionava desde 1996 com biomassa a nova tecnologia.  De acordo com a IMASA, os benefícios serão capazes de amortizar os custos da adaptação em 2 anos de uso. 
A experiência satisfez os objetivos planejados com a adaptação. Um consumo de 229.200 metros cúbicos de água por ano foi cortado por inteiro. Além disso, os gastos de energia com a própria planta foram reduzidos e a eficiência energética aumentada. 

## Benefícios
Atualmente, a chave para o crescimento e desenvolvimento de novos projetos tem sido a indústria de energia. Considerando que a população mundial chegou, em 2013, ao marco de 7 bilhões de habitantes, as mudanças e inovações neste setor têm oportunizado um aumento da eficiência das fontes energéticas para a população.
O ciclo higroscópico tem por base o aprimoramento do ciclo de Rankine. Além disso, a intenção de melhoria não se resume apenas em questão de rendimento, mas também no interesse industrial na economia do consumo de água, visto que este ciclo utiliza-se de líquidos higroscópicos durante a etapa de resfriamento. Os benefícios ofertados por este melhoramento podem ser resumidos em: 
- Aumento da produção de eletricidade (eficiência elétrica crescente entre 0,3 a 1%). Com isso, há redução nas emissões de gases poluentes como o CO2, NOx, SOx por kWh produzido e menor consumo de combustível.
- Melhores condições de refrigeração. Poupança de mais de 85% do consumo de água para climas quentes e 100% de poupança no consumo de água de arrefecimento em regiões com climas temperados.
- Poupança no consumo de água e aditivos, contribuição para o ciclo de cerca de 50%.
- Custos mais baixos de operação e manutenção de 25%.
- Diminuir os custos de investimento do ciclo de vapor em 5%.
- Compatível com todas as melhorias tradicionais de ciclo Rankine.
- Aumento da vida vegetal, confiabilidade e disponibilidade.
- Redução dos impactos ambientais.

## Tecnologia
As características mais importantes sobre a tecnologia aplicada no ciclo higroscopico são: 
- ter uma otimização à condensação de saída da turbina de vapor;

- trabalhar sob vácuo elevado na saída das turbinas de vapor e boas condições de arrefecimento;

- o teor de sal na forma de vapor, é controlado em um rigoroso ciclo de fornecimento de água. O teor de sal é controlada indiretamente por meio da medição da condutividade;

- ser um ciclo de energia trabalhando com água e compostos higroscópicos, sendo assim, deve ter as seguintes características;

1. Devem ser compostos altamente higroscópicos, materiais que se dissolvem apenas com a água que absorve do ambiente; 
2. Devem ter pressão inferior ao vapor d' água e facilmente removível, de retenção e de vapor reversível que pode facilmente liberar uma substância absorvida; 
3. Devem ser quimicamente estáveis a pressões e temperaturas de trabalho do ciclo de vapor que irá ser sujeito; 
4. fluidos não-tóxicos ou inflamáveis são recomendados. 